# جشنة فوكلاند
جشنة فوكلاند (الاسم العلمي: Anthus correndera) (بالإنجليزية: Correndera Pipit) هو طائر صغير من الجواثم ينتمي لفصيلة التمرة وأم عجلان.